# Giuseppe Balsamo (romanzo)
Giuseppe Balsamo (Joseph Balsamo) è il primo romanzo del Ciclo di Maria Antonietta e della Rivoluzione di Alexandre Dumas padre, scritto nel 1848.
Gli altri romanzi che seguiranno, nello stesso ciclo, sono La collana della regina, Ange Pitou, La contessa di Charny e Il cavaliere di Maison-Rouge.

## Trama
Maggio 1770. Un viaggiatore sconosciuto, insieme al suo fidato cavallo orientale Gerid, sta per essere introdotto in un rito di una loggia massonica. Il viaggiatore viene interrogato e presta giuramento alla santa associazione, in seguito gli sono fatte eseguire delle prove. Il viaggiatore a un certo punto esordisce facendo capire di conoscere tutti i loro segreti, rivelando poi una medaglia su cui sono incise tre lettere L.P.D., che secondo il capo della loggia, erano indicative di colui che sarebbe stato destinato a compiere una grande impresa di purificazione del mondo dalle monarchie, in particolare da quella francese, essendo la Francia il "faro" del mondo in quel momento storico. Il viaggiatore viene riconosciuto come il Gran Cofto e narra la sua storia, di come sia nato a Medina e cresciuto e educato a tutte le scienze dal cavaliere cristiano Althotas, per poi partire con lui dall'Oriente. Il Gran Cofto promette un'opera di epurazione del mondo dalle monarchie (il motto è Lilia Pedibus Destrue, ovvero “distruggi i gigli calpestandoli”, ove i gigli sono l’emblema della monarchia francese), a partire da quella francese, e chiede per questo venti anni, per riuscire a cambiare la mentalità dei popoli. In quel preciso momento il regnante in Francia è Luigi XV, e suo figlio Luigi Augusto è promesso sposo all'austriaca Maria Antonietta, appena giunta in Francia.
Il racconto riprende sulla strada verso Parigi, dove vediamo una misteriosa e bizzarra carrozza viene sorpresa da un violento uragano, ma grazie alla prontezza del proprietario riescono a salvarsi ma sono costretti a fermarsi. Il proprietario altri non è che Giuseppe Balsamo (il Cofto), e con lui ci sono Althotas e la moglie Lorenza Feliciani (questa svenuta di paura nella parte anteriore della carrozza). Althotas è alla soglia dei cento anni e sta cercando di implementare una pozione che gli permetta di non morire, ma ancora non è giunto a compimento. Intanto Lorenza viene soccorsa da un ragazzo di nome di Gilbert di sedici anni, e lo prega di avvicinarle il cavallo legato al retro della carrozza (Gerid) e una volta ottenuto scappa, perché le pratiche di negromante e anticristiane dell'uomo contrastavano con la propria morale. Una volta scoperto il fatto Giuseppe si fa guidare dal ragazzo alla tenuta del barone di Taverney per passarvi la notte. Il barone lo accoglie a casa e qui Balsamo fa la conoscenza sia di Andrée sia della cameriera Nicole. Balsamo nota la strana e grande somiglianza di Nicole con la Delfina di Francia. Una volta cenato Balsamo prega il barone di poter trascorrere la notte nel castello di Taverney (Althotas rimane nella carrozza) e quest'ultimo, seppur riluttante, accetta, ospitandolo nella camera del figlio Filippo (luogotenente de re). Quando tutti sono coricati Balsamo ipnotizza Andrée e la conduce nella sua camera, per acquisire da lei informazioni: si viene a sapere che il fratello Filippo attualmente si trova a seguito della Delfina Maria Antonietta, giunta dall'Austria, e che, per desiderio di quest'ultima, la mattina dopo saranno in visita a Taverney. Si viene a sapere anche di un vecchio possedimento della famiglia, rovinato dalla disgraziata sorte del padre, poco distante da lì, ovvero il castello di Maison Rouge, per cui Filippo risulta essere il cavaliere di Taverney Maison Rouge. Gilbert assiste all'ipnosi di Andrée e ne rimane scioccato, in quanto segretamente innamorato della fanciulla.
La mattina dopo Balsamo rivela al barone che da li a poco sarebbe apparso il figlio Filippo con la Delfina, e così avviene. Balsamo improvvisa un banchetto esotico e la Delfina, meravigliata, chiede di conoscere il negromante e esige di farsi predire il futuro. Balsamo accetta ma a patto di avere un colloquio privato con lei, nel quale, attraverso una coppa di acqua, le rivela la sciagurata sorte del marito e probabilmente le mostra la sua stessa morte per decapitazione, infatti la Delfina sviene e Balsamo fugge. Una volta ripresa la Delfina adempie il suo giuramento di favorire la sorte del primo francese che avesse incontrato una volta varcato il confine, ovvero Filippo, e della sua famiglia, dicendo ad Andrée di volerla come sua lettrice e predisponendo la partenza di lei e del padre per Versailles, quindi riparte in tutta fretta. Infatti prima di partire alla Delfina è stato recapitato un messaggio dove la si informa che è stata fissata la data di presentazione a corte di Madame du Barry, a patto che le si presenti una madrina, cosa che Maria Antonietta è decisa a impedire.
Tutti partono da Taverney, a parte Gilbert che viene abbandonato lì, ma questo appena la carrozza è partita se ne va a sua volta, con l'intento di seguire il gruppo e arrivare a Parigi. A notte inoltrata cade stremato e viene soccorso da una carrozza con a bordo una donna che si chiama Chon. La mattina dopo Gilbert e Chon incontrano il visconte Giovanni, fratello di questa e cognato della futura amante del re madame du Barry, e mostrano anche loro fretta di arrivare a Versailles, per la presentazione a corte della stessa Dubarry, avendo trovato come madrina la contessa di Bearn. All'albergo della posta il visconte Giovanni ha un diverbio con lo stalliere perché non vuole cedergli tre cavalli in quanto sono tutti prenotati per la Delfina, e qui si scontra anche con Filippo che anticipa il corteo reale. Filippo ha la meglio ma il visconte ha comunque i cavalli; quindi tutti ripartono.
La du Barry riesce a ottenere una madrina nella contessa di Béarn e a essere presentata a Corte prima dell'arrivo della Delfina. Durante la sua presentazione la contessa riconosce Balsamo (lì con il nome di conte di Fenix) che qualche anno prima le aveva predetto che sarebbe diventata regina e che in quel momento lui avrebbe avuto delle richieste importanti da farle. La du Barry, visto l'avverarsi della profezia, è pronta a esaudire ogni richiesta di questo. Il giorno dopo arriva la Delfina e viene presentata al re e al Delfino. In questa occasione la du Barry e Giovanni adocchiano sia Filippo sia Andrée, per la quale il re mostra uno strano interesse, e si promettono di stare entrambi in guardia.
Gilbert dopo essere stato portato a Parigi viene condotto da Chon al palazzo della du Barry. Il ragazzo capisce subito che se rimarrà sarà condannato a essere soggiogato dalle regole che gli saranno imposte, ma la sua indole e i suoi intenti tendono ad altro, quindi scappa. Sulla via verso Parigi il ragazzo incontra un vecchio botanico che gli offre un alloggio e un lavoro come copista di musica, quindi la possibilità di guadagnarsi da vivere e studiare. Il vecchio si rivela essere il celebre filosofo Jean-Jacques Rousseau, letto e preso a modello da Gilbert. Gilbert viene a sapere che la Delfina e il suo seguito giungeranno a Parigi al convento di Saint-Denis e decide di presenziare per rivedere Andrée. Durante il corteo riesce a vedere e parlare con la giovane e i suoi familiari, ma questa si mostra sempre sprezzante e indifferente verso Gilbert. Più tardi Gilbert scopre che l'alloggio dei Taverney a Parigi è davanti alla casa di Rousseau.
Lorenza dopo la sua fuga, arriva a Parigi a chiedere protezione allo stesso convento, dove ha preso i voti ed è divenuta badessa Luisa Principessa di Francia. Il giorno dopo Lorenza viene ricevuta dalla principessa, a cui chiede disperata protezione da un uomo (Balsamo) che inizialmente la salvò dall'aggressione di un gruppo di briganti mentre era sulla via per andare a Subiaco, per iniziare il noviziato, ma che non aveva portato a termine perché questo l'aveva rapita dopo uno strano e lungo svenimento. Luisa è titubante, ma Lorenza si agita improvvisamente, dicendo che Balsamo sta arrivando proprio lì a Saint-Denis, quindi Lorenza si nasconde in un salotto attiguo. Balsamo giunge da Luisa, reclamando Lorenza come sua legittima moglie, e portando a riprova il certificato di matrimonio. Luisa è perplessa e spaventata ma Balsamo, che sembra sapere dove è nascosta Lorenza, con degli strani gesti la esorta a uscire e questa si mostra. Ella sembra cambiata, perché non ha un atteggiamento avverso a Balsamo, anzi dice di amarlo e di essere sua moglie, e che è fuggita in modo consenziente dal convento di Subiaco con lui. Lo sguardo fisso e immobile di Lorenza fanno capire che è ipnotizzata e guidata dall'uomo. Luisa, per verificare la veridicità del certificato matrimoniale, fa chiamare il cardinale di Rohan, che riconosce Balsamo, ma conferma che il certificato è valido. Balsamo, per indurre il cardinale a collaborare, mostra di sapere il suo segreto, ovvero che voleva mandare a monte il matrimonio del Delfino perché è lui stesso innamorato della Delfina, e gli promette di elargirgli il denaro che gli serve a saldare dei debiti. Luisa, terrorizzata da Balsamo, è costretta a lasciare andare Lorenza, che viene condotta alla casa parigina del conte. Qui si scopre che Lorenza ha una doppia esistenza: durante il sonno e l'ipnosi indotta da Balsamo, lo ama e lo desidera carnalmente ma questo non può consumare il matrimonio, se pur tentato, perché solo attraverso una vergine può servirsi del potere della chiaroveggenza (così come si era servito di Andrée); durante la veglia lo odia, per averla rapita e tenerla prigioniera e per la sua condotta di negromante.
La du Barry è sempre più gelosa dell'interesse del re per Andrée e incarica Giovanni di scoprire dove abita. Con l'aiuto di Chon e del signor Sartines, luogotenente di polizia, Giovanni scopre l'abitazione parigina della giovane e riconosce Gilbert che la sta spiando dalla finestra della sua soffitta, che poi scopre essere la casa di Rousseau, e capisce il ne è innamorato. Allora pensa di sfruttare questo fatto a loro vantaggio e con Sartines escogita una "trappola per filosofi", servendosi dell'aiuto del botanico Jussieu.
Intanto avviene il matrimonio tra Delfino e Delfina, e la prima notte di nozze è un disastro, in quanto le nozze non vengono consumate e la giovane sposa rimane scossa da un violento temporale che si abbatte su Versailles, interpretato come un ulteriore presagio di disgrazie. Due giorni dopo le nozze, in Place Louis XV, vengono dati fuochi artificiali per il popolo per festeggiare le nozze, ai quali assistono la famiglia Taverney e Gilbert, che vuole vedere la ragazza. Durante i fuochi avviene un incendio che causa il panico tra la folla e una conseguente strage; Andrée viene salvata da Gilbert, che la recupera e, allo stremo delle forze, viene consegnata da questo a Balsamo. Gilbert viene ritrovato agonizzante da Rousseau e Filippo, e poco dopo Balsamo riporta Andrée a casa salva. Gilbert qualche giorno dopo si introduce di nascosto nella camera di Andrée e ascolta la conversazione della ragazza con Filippo, dove lei a malapena si ricorda di essere stata salvata da Balsamo, ma non ricorda nulla del giovane filosofo, anzi lo considera sempre con il suo solito altezzoso disprezzo, cosa che fa crescere risentimento nel ragazzo. Gilbert inoltre scopre della tresca segreta tra Nicole e l'ufficiale Becausire.
La trappola per filosofi consisteva nel fatto che Jussieu, amico di Rousseau, invita lui e Gilbert a raccogliere erbe vicino al palazzo della du Barry e lungo la strada si fermano a colazione presso questa, dove è presente anche Chon, che mostra di conoscere bene Gilbert. Rousseau allora, offeso perché Gilbert non gli aveva detto la verità, se ne va e lascia il ragazzo in balia delle due donne, che gli dicono di chiedere qualsiasi cosa per convincerlo a restare e lui chiede un posto di giardiniere al Petit Trianon, residenza della Delfina: aveva appreso che Andrée sarebbe andata a abitare qui come dama di compagnia.
La du Barry e Richelieu vogliono fare destituire il ministro Choiseul e dare quel titolo allo stesso maresciallo, quindi decidono che la cosa migliore sia affidarsi al negromante Balsamo e chiedono il suo esplicito aiuto. Il giorno dopo Choiseul viene licenziato e mandato in esilio, ma per Richelieu le cose non vanno come sperato: infatti il re si rifiuta di affidare a questo il nuovo ministero, per via del suo passato libertino e delle sue prigionie alla Bastiglia, promettendo invece alla du Barry di fare da li a poco ministro il nipote del maresciallo, il Duca di Aiguillon, che intanto diviene amante della donna. Una volta saputo ciò Richelieu decide di vendicarsi contro i du Barry: poco prima aveva rifiutato al vecchio amico di armi il barone di Taverney il piacere di trovare una compagnia per Filippo, proprio a causa degli scontri avvenuti con Giovanni, ma ci ripensa e si reca da Taverney, promettendogli la fortuna per il figlio. Qui incontra anche Nicole e propone a Taverney di inviare Nicole al Petit Trianon al servizio di Andrée. Il re è sempre più invaghito di Andrée e decide di usare Richelieu per raggiungere il suo scopo, ovvero sedurla. Richelieu allora si avvicina sempre più al barone facendogli capire da cosa può dipendere la fortuna di sua figlia.
Intanto Filippo parte con il reggimento. Al Trianon Gilbert incontra Andrée, sempre più altezzosa e sprezzante verso il giovane il quale per tentare di addolcirla le confessa di averla salvata dal tumulto dei fuochi d'artificio: la ragazza non lo crede e lui giura a sé stesso che alla prossima occasione si vendicherà. Intanto a casa di Balsamo Lorenza si ribella sempre di più alla sua prigionia, arrivando a ferirsi davanti a lui, poco prima che arrivi Richelieu chiedendo a Balsamo un sonnifero per adempiere al progetto di seduzione del re: quella sera, sorprende Nicole dicendole di avere scoperto la sua relazione con Beausire e la ricatta, se la ragazza metterà il sonnifero nell'acqua di Andrée prima che questa si corichi e lascerà la porta della sua camera aperta, non rivelerà la tresca e permetterà ai due amanti di fuggire con una cospicua somma. Nicole accetta, poi scappa con il militare; Gilbert assiste alla scena. Una volta rimasta sola Andrée sta per prendere il sonnifero ma viene addormentata da Balsamo: questo infatti la attira in giardino e la interroga su dove si trova Lorenza, che è riuscita a scappare, scoprendo che sta andando a denunciare i segreti della massoneria da Sartines. Balsamo allora si precipita via dimenticando di svegliarla e Andrée viene riportata in camera da Gilbert il quale assiste alla venuta del re nella stanza della giovane. Il re vedendola pallida quasi mortalmente si spaventa credendola deceduta e fugge. Gilbert ha così la sua occasione: sa che Andrée dorme e abusa di lei, compiendo vendetta.
Lorenza si è recata da Sartines con un cofanetto contenente delle carte di Balsamo che provano le sue congiure massoniche contro la monarchia e inchiodano alcuni adepti della setta. Balsamo confessa di essere lui il congiurato ma con l'aiuto della du Barry riesce a cavarsela e rimanere impunito, riprendendosi il cofanetto. Intanto Lorenza, stregata da Balsamo, è tornata a casa: l'uomo, inizialmente furente, cede all'amore della donna e il matrimonio viene consumato, essendo questa ancora nel sonno magico, quindi innamorata del conte. Intanto Althotas è inquieto perché si stanno avvicinando i suoi cento anni e ha bisogno del sangue di una vergine o di un fanciullo per completare il filtro dell'immortalità e durante un'assenza di Balsamo Althotas, credendo Lorenza ancora vergine la uccide e ne preleva il sangue. Quando Balsamo lo scopre, disperato, svela la verità al vecchio, che muore poco dopo dando fuoco al suo laboratorio.
Il re, dopo l'avvenimento della notte del sonnifero, è disgustato dai Taverney, poiché crede Andrée affetta da una strana malattia, per ciò ripugna anche il barone e Filippo, al quale non concede il reggimento promesso. Intanto Andrée soffre a causa di una strana sintomatologia, viene visitata dal dottor Louis, il medico della Delfina, il quale si accorge subito che la ragazza è incinta, ma non lo rivela, lo rivelerà a Filippo, che insiste per sapere la misteriosa malattia della sorella. Filippo si accorge che la sorella è stata vittima di un'insidia le chiede di ricordare ma la ragazza di quella sera ricorda solo la strana sensazione, già provata altre volte, di quando veniva addormentata da Balsamo. Filippo si reca da Balsamo, convinto che sia lui il colpevole, con l'intenzione di riparare il disonore della famiglia, ma il conte nega di essere colpevole, dice solo di avere addormentato la fanciulla per scopi di veggenza. Allora Balsamo e Filippo si recano al Trianon, qui il negromante addormenta la ragazza e le fa rivelare il nome del colpevole: Gilbert! Il quale stava ascoltando la conversazione dietro una porta e sentendo il suo misfatto rivelato fugge via. Andrée si sveglia: sa di essere incinta, perché rivelato dal dottor Louis, ma non sa chi è il colpevole, perché non si ricorda nulla di quanto rivelato nel sonno magico. Filippo allora, con una scusa, decide di portare la sorella lontano dal Trianon, per farle vivere in segreto la gravidanza. Provato dal rimorso, Gilbert si reca da Rousseau, chiedendogli se il fatto di avere un figlio e volere provvedere al suo futuro possa bastare a riparare un delitto e non uccidersi e il filosofo risponde di sì. Quindi si reca da Balsamo chiedendo i mezzi per riparare il danno che secondo Gilbert fu favorito dal conte con il sonno indotto alla ragazza. Il conte accetta e consiglia al giovane di chiedere a Andrée di sposarlo e lo fornisce di una grossa somma di denaro. Andrée e Filippo si sono trasferiti nella casa parigina, mentre il padre è tornato a Taverney, e mentre la ragazza è sola a casa Gilbert si introduce da lei, confessandole di essere il responsabile della sua sventura e offrendole il matrimonio come gesto riparatore insieme alla possibilità di provvedere al bimbo. La ragazza rifiuta sdegnosamente dicendogli che lo odia e che il bambino non conoscerà mai suo padre. Come vendetta Gilbert decide che quando nascerà egli rapirà il bimbo e poi scapperà, per questo chiede ancora l'aiuto di Balsamo, che gli procura un biglietto per farlo imbarcare su un veliero di sua proprietà diretto in America e altri soldi. Il bimbo nasce, ma nel momento in cui Filippo è assente per chiamare la balia e Andrée dorme, Gilbert rapisce il piccolo e lo porta via, recandosi al villaggio di Haramont, dove affida il bambino alla famiglia di contadini dei Poitou; prima di partire chiama il neonato Gilbert. Dopo questa missione, spedisce una lettera a Andrée dove dice di essere fuggito via mare con il bimbo, per questo Filippo decide di partire a cercare il fuggitivo e la madre è costretta a rifugiarsi in convento. Gilbert si imbarca sul veliero diretto in America dove, casualmente si imbarca anche Filippo e, durante una sosta alle isole Azzorre, i due si scontrano e appurato che in realtà il piccolo è rimasto in Francia, Filippo colpisce Gilbert al petto con il fucile e lo abbandona in una grotta.
Il romanzo si conclude nel 1774, con la morte di re Luigi XV, che porta a diventare re Luigi Augusto e regina Maria Antonietta, e il conseguente esilio della du Barry.

## Temi
Già da questo libro si evince un senso di tragedia imminente, che culminerà con il racconto della rivoluzione francese descritto in Ange Pitou e con il terribile periodo del terrore in cui si ambientano gli ultimi due romanzi del ciclo; la prosa canzonatoria e leggera de I tre moschettieri è qui sostituita da una serietà greve e rispettosa della maestà caduta, senza, peraltro, perdere la capacità di creare personaggi poliedrici e originali.